# NGC 7416
NGC 7416 este o emission-line galaxy⁠(d) situată în constelația Vărsătorul. A fost descoperită în 25 august 1864 de către Albert Marth. Se află la o distanță de 31,92 de megaparseci de Pământ.